# Пеон
О жанре хоровой лирики см. Пеан
Пеон (также пэон) — стопа античного квантитативного стихосложения, состоящая из 5 мор, трёх кратких и одного долгого слога. По месту расположения долгого слога различаются пеоны I, II, III и IV:
- I -UUU
- II U-UU
- III UU-U
- IV UUU-

Начиная с символистов (Андрей Белый, Валерий Брюсов) имеется традиция вводить понятие пеона в русское силлабо-тоническое стихосложение, определяя пеон как сложную стопу из 3 неударных и одного ударного слога. Пример:
…Заметались, затерялись в океане корабли…
В русском стихосложении пеоны I и III входят в систему хореического, а пеоны II и IV — ямбического стиха. Поэтому применение пеона к русской силлабо-тонике признаётся не всеми стиховедами.
Пеоны как поэтический приём подробно рассматривает Даниил Андреев в своей работе «Некоторые заметки по стиховедению» и активно применяет их в своих произведениях. В работе «Новые метро-строфы» содержится обширная классификация вводимых им «метро-строф» с примерами, часть VI работы называется «Пэоны и гипер-пэоны».
Пример пеона в работе Даниила Андреева «Новые метро-строфы»:

Над рекою, в невидимом предвечерии,

Уж потрескивал задумчивый костер,

И туманы, голубые как поверия,

Поднимались с зарастающих озёр…
Гипер-гипер-пеон:

Они встречаются и состязаются, они проносятся и разлучаются,

Катод пристрастия с анодом ярости в деяньях тружеников объединя,

И возвращаются, и возвращаются, и возвращаются, и возвращаются, —

Страны вращающиеся подшипники, колеса лязгающего дня.